# يوشيوكي أراي
يوشيوكي أراي (باليابانية: 新井彬之؛ بالكانا: あらい よしゆき) هو سياسي ياباني، ولد في 15 سبتمبر 1934 في هيوغو في اليابان، وتوفي في 7 مارس 2017 بسبب سرطان الرئة. نشط حزبياً في حزب كوميتو الجديد. وقد انتخب عضو مجلس النواب من اليابان.